# Cinli Boluslu
Cinli Boluslu è un comune dell'Azerbaigian situato nel distretto di Goranboy. Conta una popolazione di 1 313 abitanti.